# 1148 w polityce

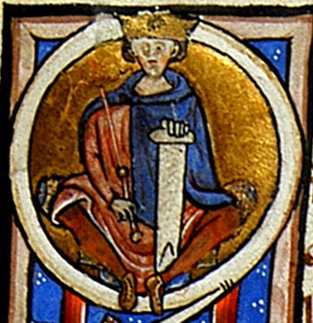
Alfons-Jordan

Wydarzenia polityczne w 1148 roku.

## Wydarzenia
- Legat Gwido rzucił klątwę na Bolesłwa Kędzierzawego i Mieszka Starego (także obłożył Polskę interdyktem), bo odmówili przywrócenia Władysława Wygnańca na tron. Kościół polski tej decyzji nie uznał[1][2].
- Nieudane oblężenie Damaszku przez krzyżowców[1][3].

## Zmarli
- Alfons-Jordan, hrabia Tuluzy[4].